# Кріс Бенуа
Крістофер Майкл «Кріс» Бенуа́ (англ. Christopher Michael «Chris» Benoit; нар.21 травня 1967, Монреаль, Канада — пом.24 червня 2007, Фаєттвілль, Джорджія, США) — канадський професійний реслер, який виступав в ECW, WCW і WWE. Один із найвідоміших реслерів 1990-2000-х років.
25 червня 2007 р. Кріс, його жінка Ненсі та син Даніель були знайдені мертвими у їхньому будинку у Фаєттвіллі.

## Біографія
Кріс Бенуа тренувався у легендарної сім'ї Хартів, зокрема, у Стю Харта. Кріс Бенуа виступав у величезній кількості федерацій по всьому світу, включаючи Японські федерації, ECW, WCW і WWE. Він отримав популярність в Японії, де зустрів своїх друзів, зокрема Едді Гуерреро, Кріса Джеріко, Діна Маленко та інших. Після блискучої кар'єри в Японії Кріс Бенуа відправився виступати в Сполучені Штати Америки. Кріс дебютував у ECW, де і став популярним в Америці.

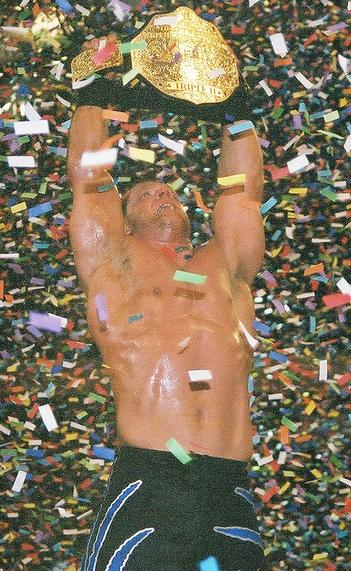
Бенуа був визнаний WWE як дворазовий чемпіон світу в суперважкій вазі: одноразовий WCW світу в суперважкій вазі і одноразовий світу в суперважкій вазі

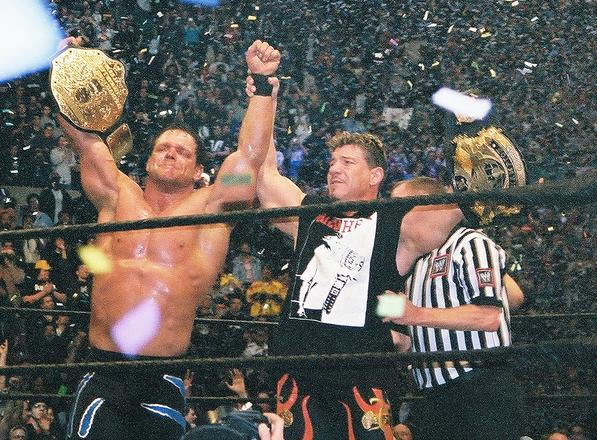
Бенуа, з близьким другом Едді Герреро, святкують свої перемоги на Wrestlmania XX

### Розслідування смерті
25 червня 2007, близько 14 години 30 хвилин, Кріс Бенуа, його дружина — реслер Ненсі, їх 7-річний син Деніел були виявлені мертвими в їх власному будинку в місті Фаєттвілль, штат Джорджія. Поліція перевіряла будинок Бенуа у зв'язку з його відсутністю на кількох виступах. 14 лютого 2008 р. департамент шерифа округу припинив розслідування, прийшовши до висновку, що Бенуа убив дружину і сина, після чого наклав на себе руки.
За офіційною інформацією, Кріс Бенуа вбив дружину в п'ятницю, 22 червня. Її тіло було знайдено в кімнаті нагорі загорнутим в рушник зі зв'язаними кінцівками. Поруч із тілом лежала Біблія. Деніел був задушений у своїй спальні. Поряд з тілом також залишена Біблія. Після скоєння вбивств Бенуа повісився. Мотиви вчинку реслера невідомі.
Твердження про смерть Ненсі Бенуа з'явилося на сторінках англійської «Вікіпедії» в статті про Бенуа 25 червня 2007 р. за 14 годин до того, як поліція виявила тіла членів сім'ї реслера. Невстановлений користувач Вікіпедії 69.120.111.23 написав у статтю, присвячену Крісу Бенуа, що в останніх матчах Бенуа був замінений на Джоні Нітро, оскільки не міг брати участь у шоу з особистих причин, в основному «у зв'язку зі смертю його дружини Ненсі». За відомостями поліції, користувач, який вніс зміни, працював за комп'ютером, розташованим в місті Стемфорд штату Коннектикут, де розташована штаб-квартира Всесвітньої асоціації реслінгу WWE.
У ході розслідування поліція заарештувала особистого лікаря Кріса Бенуа Філа Вашті. Судячи з паперів, знайдених під час обшуку в будинку лікаря і його батьків, лікар виписував для Кріса 10-місячний рецепт на купівлю стероїдів кожні 3-4 тижні з травня 2006 по травень 2007.

## Титули і нагороди реслера
- Pro Wrestling Illustrated

- 2004 Реслер року (виграв, набравши 72 % голосів опитуваних, що є рекордом PWI)
- 2004 Фьюд року проти Тріпл Ейча и Шона Майклза
- 2004 Матч року проти Шона Майклза и Тріпл Ейча (Матч за титул чемпиона світу в тяжкій вазі Wrestlemania XX, 14 березня 2004 року)
- PWI ставить його під № 107 в списку 500 найкращих реслерів 1991 року
- PWI № 99 в списку 500 найкращих реслерів 1992 року
- PWI № 44 в списку 1993 року
- PWI № 43 в списку 1994
- PWI № 46 в списку 1995
- PWI № 18 в списку 1996
- PWI № 10 в списку 1997
- PWI № 19 в списку 1998
- PWI № 20 в списку 1999
- PWI № 3 в списку 2000
- PWI № 3 в списку 2001
- PWI № 13 в списку 2003
- PWI № 1 в списку 2004
- PWI № 13 в списку 2005
- PWI № 29 в списку 2006
- PWI ставить його під № 69 в списку 500 найкращих реслерів за всю історію в 2003 року

- World Wrestling Federation/Entertainment

- Чемпіон світу в тяжкій вазі
- 4-разовий Інтерконтинентальний чемпіон WWF/WWE
- 3-разовий Чемпіон США
- 3-разовий Командний чемпіон світу — з Крісом Джеріко (1 раз) і Еджем (2 рази)
- Командний чемпіон WWE — с Куртом Енглом (перші в історії)
- Чемпіон легковиків WWF (не визнано WWE)
- Переможець Королівської Битви 2004
- 12-тий Чемпіон Потрійної Корони

- World Championship Wrestling

- Чемпіон WCW в тяжкій вазі
- 2-разовий Чемпіон США в WCW
- 3-разовий Телевізійний чемпіон WCW
- 2-разовий Командний чемпіон WCW — з Діном Маленко (1 раз) и Перрі Сатурном (1 раз)

- Extreme Championship Wrestling

- Командний чемпіон ECW — з Діном Маленко

- Wrestling Observer Newsletter awards

- 1994 Найкращий технічний реслер
- 1995 Найкращий технічний реслер
- 1997 Найулюбленіший реслер читачів
- 1998 Найбільш недооцінений реслер
- 2000 Найулюбленіший реслер читачів
- 2000 Найзнаменитіший реслер
- 2000 Найкращий технічний реслер
- 2002 Матч року з Куртом Енглом проти Еджа и Рея Містеріо (Матч за титули Командних чемпіонів WWE на PPV No Mercy 2002, 20 жовтня 2002 року)
- 2003 Найкращий технічний реслер
- 2004 Найзнаменитіший реслер
- 2004 Фьюд року против Тріпл Ейча і Шона Майклза
- 2004 Найкращий технічний реслер
- 2004 Найбільший скандаліст
- 5 зірковий матч проти Великого Сасуке (Фінал Кубка Супер Джей 94, 16 квітня 1994 року)
- Член Залу слави WON, введений в 2003 році

- New Japan Pro Wrestling

- Чемпіон юніорів IWGP в тяжкій вазі

- Stampede Wrestling

- 4-разовий Чемпіон Британського Співдружності в середній вазі
- 4-разовий Інтернаціональний командний чемпіон — з Беном Бассарабом (1 раз), Кітом Хартом (1 раз), Ленсом Ідолом (1 раз) і Біффом Веллінгтоном (1 раз)